# Mezitraťová
Mezitraťová je ulice v lokalitě Vinice v katastrálním území Hrdlořezy a Hloubětín na Praze 9. Začíná na ulici Hrdlořezské a má slepé zakončení u Hořejšího rybníka. Od západu do ní po jižní straně postupně ústí ulice Na Lukách, Pod Hloubětínskou zastávkou, Na Hloubětínské vinici, opět Pod Hloubětínskou zastávkou a Nad Potokem. Po severní straně z ní vedou bezejmenné odbočky do zahrádkářské osady, na venkovní dráhu pro motokáry a do podchodu pod železniční tratí, který po druhé straně ústí do ulice U Elektry. Přibližně v těchto místech stávala železniční zastávka Praha-Hloubětín. Ve východní části ulice prochází pod železničním viaduktem. Větší část ulice se nachází v Hrdlořezích, pouze východní úsek u železniční trati přináleží k Hloubětínu. Ovšem až do změny hranic katastrálních území v roce 1946 patřila lokalita Vinice k Hloubětínu.
Ulice byla pojmenována v roce 1925. Původní název byl V Mezivrší, protože ulice se nachází mezi vrchem Smetanka na jihu (243 metrů nad mořem) a svažitou lokalitou Vinice na severu. Oba vrchy jsou součástí Přírodního park Smetanka. V údolí mezi nimi protéká říčka Rokytka. V době nacistické okupace v letech 1940–1945 se ulice německy nazývala Senkleiten. V roce 1947 získala současný název Mezitraťová, který odkazuje na polohu ulice. Na sever od ulice vede železniční trať Praha – Česká Třebová (č. 010, případně 011), na východ železniční odbočka do Malešic.
Na ulici je autobusová zastávka Na Lukách a Mezitraťová. Ulicí vede cyklostezka A25.

## Budovy a instituce
- Jiránkova vila, Mezitraťová 343/26.

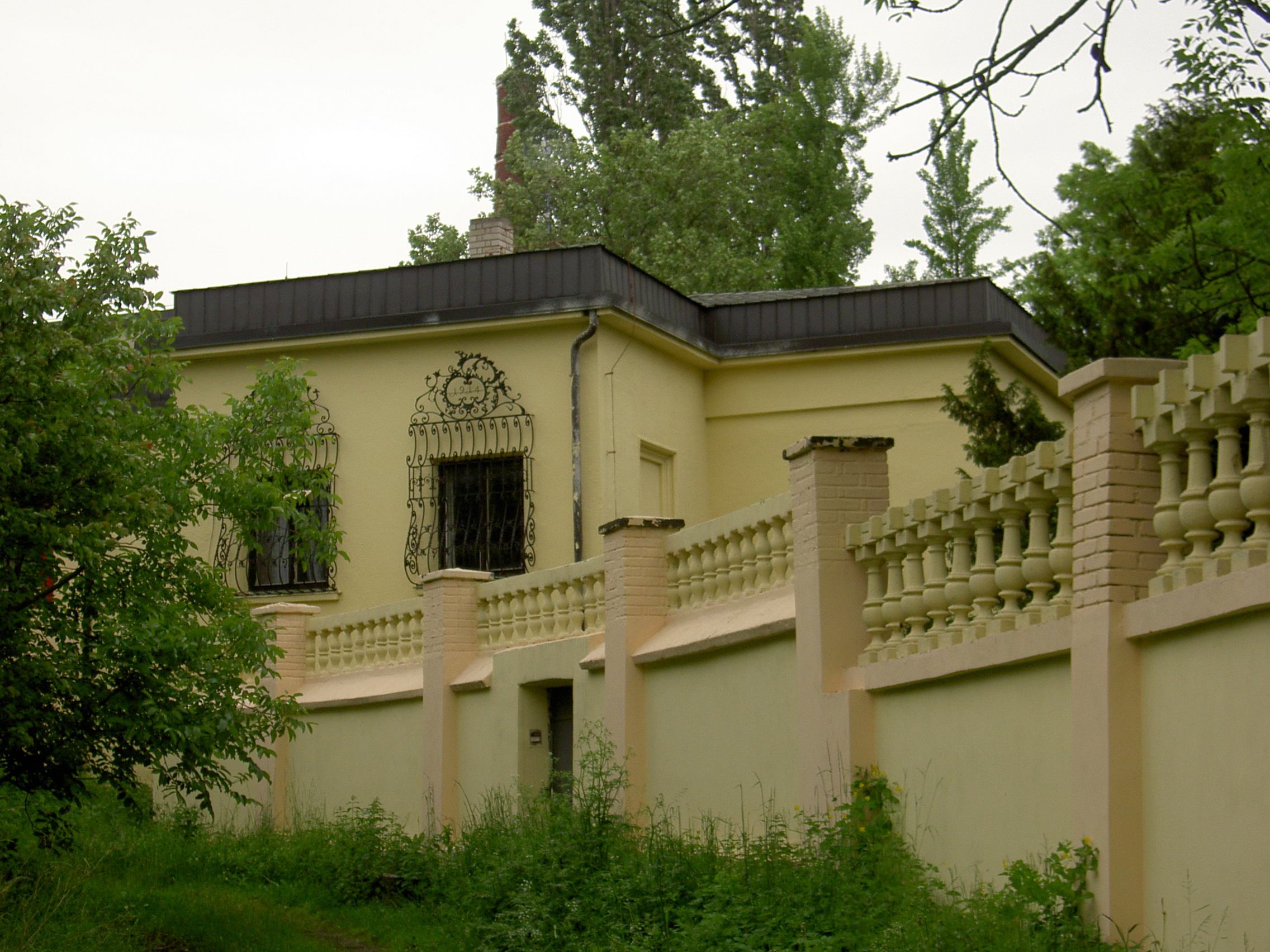
Jiránkova vila. Okenní mříže vytvořil karlínský kovář Frolík.

Původně samota na vinici. Vilu i s továrnou na cukrovinky koupil ve 20. letech 20. století mecenáš umění Antonín Jiránek a pro svého bratra Miloše (1875–1911), malíře ovlivněného impresionismem, zde zřídil galerii. Vilu obklopovalo arboretum, stupňovitá zahrada s terasami v italském stylu se stromy z celého světa. Po roce 1948 objekt připadl státu. Vilu vlastnily Pražské čokoládovny (národní podnik Orion), které ho využívaly jako kanceláře a služební byty pro přilehlý průmyslový provoz. Výroba skončila v roce 1973 a následně objekt chátral. V 90. letech objekt patřil firmě Nestlé. V roce 2006 komplex koupila firma Stavoreko. Poté prošla vila rekonstrukcí a začala sloužit k bydlení. V současnosti je v areálu 17 nájemních bytů, část po nějakou dobu fungovala jako ubytovací zařízení.